# Гірнича промисловість Гватемали
Гірнича промисловість Гватемали
Гірнича промисловість знаходиться на стадії формування і представлена підприємствами з видобутку стибію, свинцево-цинкових руд, нафти, вапняку. У невеликих кількостях також видобувають і виробляють золото, залізо і сталь, а також будівельні матеріали, в основному для внутрішнього споживання.

## Окремі галузі
Стибій. Ґватемала – 3-й виробник сурми в Латинській Америці після Болівії і Мексики. Руду стибію і концентрати видобуває компанія Minas de Guatemala на декількох рудниках біля Ікстагуакан (Ixtahuacan).
Нафта і газ. Видобуток нафти вніс значний внесок в зростання економіки Ґватемали в 1990-і роки. Великі родовища нафти були уперше відкриті на початку 1970-х років на півночі департаменту Верапас; в ході подальших розвідувальних робіт були відкриті також родовища поблизу мексиканського кордону в департаменті Петен. Декілька американських і європейських нафтових компаній отримали концесії на їх розробку. У 1980 Ґватемала почала експортувати нафту, причому половина експорту припадала на частку США. Нафта надходить нафтопроводом в порт Санто-Томас-де-Кастилья на Карибському узбережжі. Функціонують два нафтопереробних заводи компаній США. До 1996 виробництво нафти в Ґватемалі становило 16 тис. бар./добу (5840 тис. бар./рік), динаміка позитивна. Близько 80% всього обсягу видобутку нафти припадає на родовище Шсан в департаменті Петен.
На початку XXI ст. Ґватемала – єдиний виробник нафти серед країн Центральної Америки. Ресурси нафти на 2001 р оцінені в 526 млн бар. в північному регіоні Петен (Peten) біля Мексики. Видобуток нафти становить 20 тис. бар./добу, планується його зростання на 10-15%.
Найбільший продуцент нафти – компанія Basic Resources International, яка володіє також міні-рафінерією продуктивністю 2 тис. бар./добу в Петені. Компанії Anadarko і Norcen Energy Resources of Canada зацікавлені у розробці перспективного нафтового поля Ксан (Xan). Фірма Texaco управляє рафінерією Escuintla і має бензостанції по країні. 
Національне споживання нафтопродуктів на початку XXI ст. перевищує видобуток і обсяг рафінування, тому Ґватемала одночасно імпортує нафту з Венесуели і Мексики.
За оцінками експертів на тер. країни можуть бути значні природні резерви газу,  але станом на 2002 р ресурси складають109 млрд куб. футів. Країна не повністю досліджена на газ. Компанія Cayman International’s (Ecuador) Ramrod інвестує проєкт пошуку покладів природного газу в районі Петен (US$40 млн).
Ґватемала і Мексика погодили будівництво газопроводу природного газу від південної Мексики до Ґватемали який коштуватиме US$450 млн Строк пуску – 2004 р. Цей газопровід в перспективі планують продовжити в інші країни  Центральної Америки.
Металічні корисні копалини. У 1998 було прийнято нікелевий проєкт Buena Vista здійснюваний Chesbar Resources Inc. та Minerals Corporation (Guatemala). Проєкт охоплює шість ліцензій на дослідження понад 96 кв. миль, якими володіє Minera Mayamerica (де Chesbar Resources має 70% ). Існує також ряд золотодобувних проєктів (зокрема, проєкт Tambor), в яких задіяні Francisco Gold Corp., Glamis Gold Ltd. та інш.
Видобуток індустріальних мінералів відрізняється нестабільністю з року на рік. Різні індустріальні мінерали такі як гіпс, барит, тальк, польовий шпат, сіль, вапняк, глини, пісок і гравій виробляються, часто для домашнього використання. Мармур експортують за кордон, особливо до Колумбії. Пемзу і вулканічний пісок, базальт, андезити використовують в будівництві. Цемент виробляє компанія Cementos Progreso, яка має два цементних заводи.